# Blue Moves
Blue Moves — музичний альбом Елтона Джона. Виданий 22 жовтня 1976 у Великій Британії і 26 жовтня 1976 року у США. Загальна тривалість композицій становить 84:47.

## Список пісень
1. Your Starter for… — 1:23
2. Tonight — 7:52
3. One Horse Town — 5:56
4. Chameleon — 5:27
5. Boogie Pilgrim — 6:05
6. Cage the Songbird — 3:25
7. Crazy Water — 5:42
8. Shoulder Holster — 5:10
9. Sorry Seems to Be the Hardest Word — 3:48
10. Out of the Blue — 6:14
11. Between Seventeen and Twenty — 5:17
12. The Wide-Eyed and Laughing — 3:27
13. Someone's Final Song — 4:10
14. Where's the Shoorah? — 4:09
15. If There's a God in Heaven  — 4:25
16. Idol — 4:08
17. Theme from a Non-Existent TV Series — 1:19
18. Bite Your Lip — 6:43